# Gustaf Zülich
Gustaf Zülich, född 18 april 1666 i Livland, död 16 juni 1743 i Svenska Pommern, var en officer och diplomat i svensk tjänst.
Zülich deltog från 1702 i Karl XII:s krig. Zülich adlades 1705 och blev friherre 1711. Hans kunskaper i polska och latin kom väl till pass i hans roll som diplomat. Zülich utnämndes 1740 till general av infanteriet och ledde samma år ambassaden till Preussen vid Fredrik II:s tronbestigning.

## Biografi
Gustaf Zülich gav sig tidigt i svensk krigstjänst, stred i sachsisk tjänst mot turkar och fransmän samt återvände sedermera till den svenska tjänsten och utnämndes 1702 till överstelöjtnant vid Nylands infanteriregemente. Han följde sedan Carl Gustaf Rehnskölds armé, och tjänstgjorde från 1703 som generalkvartermästare vid densamma, men avgick 6 september samma år jämte överste Ernst Detlof von Krassow som sändebud till storpolska konfederationen.
Han användes för övrigt ofta till att indriva kontributioner, adlades 1705, deltog i slaget vid Fraustadt 1706 och fick efter detsamma befälet över där tillfångatagna schweizare och franska dragoner, som då gick i svensk tjänst. 1707 blev han överste för Tavastehus läns infanteriregemente, men fortfor att föra befälet över dragonerna, och användes nu under Josef Potocki samt följde med denne till furst Rákóczi, i vars oavhängighetskamp med kejsaren hans dragoner till kung Karls stora misshag deltog.
1710 ankom han till Bender, varifrån han i januari 1711 avfärdades till cirkassiske sultanen Mehemed Geray. Han medföljde sedan de zaporogiska trupperna, som förenade sig med tatarerna med flera i Kakova. Kort därefter återvände han emellertid till Bender, befordrades till generalmajor och beordrades stöta till khanen av Krim samt deltog sedan med denne i slaget vid Pruth 1711 och sökte förgäves avstyra turkarnas fredsslut med ryssarna.
Zülich återvände därpå än en gång till Bender, där kung Karl som ett erkännande av hans goda vilja vid Pruth gav honom friherrediplom. Zülich deltog sedan i kalabaliken 1713, sårades strax i början och blev fången, men snart frigiven. Han fick då under Axel Sparre befälet över de i Bender kvarlämnade svenskarna och förde under deras hemmarsch från Turkiet (1714-15) befälet över en av de fem "indelningar", som de tågade i. Efter ankomsten till Pommern deltog han i striderna på Rügen och i Stralsunds försvar och blev åter sårad och fången. Utväxlad, begav han sig till armén i Skåne och var sedan med om de norska fälttågen överkommendant i Stralsund och chef för Drottningens livregemente till fot samt befordrades till generallöjtnant.
1729-32 var han minister hos kung August och återtog därefter sina ämbeten i Pommern, där han blev generalguvernörens närmaste man i regeringen. 1740, då han blev general av infanteriet, ledde han ambassaden till Preussen vid Fredrik II:s tronbestigning. Han var påtänkt till generalchef i Finland 1742, men undanträngdes, kanske till sin lycka, av den vida yngre Charles Emil Lewenhaupt.
Zülich var en av de lärdaste karolinerna, men därför ej oförskräckt eller mindre krigserfaren. Som underhandlare hade han god hjälp av sin skicklighet i latinska och polska språken. Hans i Livland belägna stora gods gick förlorade, då han ej ville gå i rysk tjänst.